# Тин Аун Мьин У
Тин Аун Мьин У (бирм. တင်အောင်မြင့်ဦး၊ ဦး; род. 29 мая 1950, Бирма) — государственный и политический деятель Мьянмы. С 30 марта 2011 по 1 июля 2012 года занимал должность первого вице-президента страны. В ноябре 2007 года был назначен Тан Шве председателем Бирманского торгового совета и министром обороны в качестве ответа на Шафрановую революцию. Стал буддистским монахом после того, как в СМИ распространились слухи о его исчезновении.

## Биография
Окончил Военную академию Мьянмы и в 1980 году получил титул «Тихатхура» за борьбу с Коммунистической партией Бирмы. В 2007 году был назначен в Государственный совет мира и развития в должности первого секретаря, сменив Тейна Сейна. В марте 2009 года ему было присвоено звание генерала.
В 2010 году участвовал в парламентских выборах в Мьянме и прошёл в Палату представителей, набрав 90,57% голосов. 30 марта 2011 года занял должность вице-президента вместе с Сайном Мау Кханом и освободил своё место в парламенте. Является одним из самых богатых членов бывшего Государственного совета мира и развития и хорошо известен своими тесными связями с бирманским магнатом Зау Зау. Ранее занимал пост председателя Экономической корпорации Мьянмы, конгломерата, принадлежащего мьянманским военным.
1 июля 2012 года подал заявление на увольнение с должности вице-президента, сославшись на состояние здоровья.